# Due assi per un turbo
Due assi per un turbo è una serie televisiva co-prodotta da diversi Paesi, composta da 12 episodi di un'ora ciascuno e trasmessa in prima visione nel 1987.

## Produzione
La serie è una coproduzione internazionale: è stata infatti realizzata da RaiUno e Video realizzazione programmi per l'Italia, da Vianco Stúdió e Magyar Televízió per l'Ungheria, da Polivideo per la Svizzera e da Zini Film per la Francia. L'Italia è il Paese con produzione maggioritaria.
La base operativa e alcune delle scene sono state girate in Alto Adige, vicino al confine austriaco, all'autoporto di Vipiteno. La colonna sonora è stata composta da Detto Mariano; era inizialmente prevista anche una seconda serie, tanto che, alla fine della prima, erano apparsi su alcuni giornali annunci di ricerca di nuovi volti.
La serie è stata girata a colori, nel formato tradizionale 4:3 e in audio mono.

## Cast
I protagonisti sono due camionisti su un Iveco 190.42 Turbostar soprannominato “Gambero Rosso”. Nel cast principale ci sono Renato D'Amore, Christian Frémont, Philippe Leroy e Alba Mottura.
Nel cast secondario, tra gli interpreti ospiti negli specifici episodi, si segnalano le partecipazioni di Adolfo Celi (la sua ultima apparizione), di Isabel Russinova, di Elsa Agalbato e di Giulio Scarpati.

## Distribuzione
La serie venne trasmessa in prima visione su Rai 1 dall'11 marzo 1987 al 28 giugno 1987.
Viene replicata saltuariamente su canali Rai, per lo più in orari notturni. Non esistono edizioni in DVD della serie.

## Episodi
| Nº | Titolo                    | Prima TV Italia |
| -- | ------------------------- | --------------- |
| 1  | Chi si ferma è perduto!   | 11 marzo 1987   |
| 2  | Il Barone Von Reber       | 25 marzo 1987   |
| 3  | Piazza Gogol N° 5         | 1º aprile 1987  |
| 4  | Robinson Crusoé           | 8 aprile 1987   |
| 5  | Situazione di emergenza   | 15 aprile 1987  |
| 6  | Chi primo arriva          | 22 aprile 1987  |
| 7  | Colpo di fulmine          | 29 aprile 1987  |
| 8  | Viaggio con Stella        | 6 maggio 1987   |
| 9  | Parigi Dakar              | 20 maggio 1987  |
| 10 | Esmeralda                 | 27 maggio 1987  |
| 11 | Sahara                    | 3 giugno 1987   |
| 12 | L'uomo dal turbante rosso | 28 giugno 1987  |